# Palazzo Municipale (Ferrara)

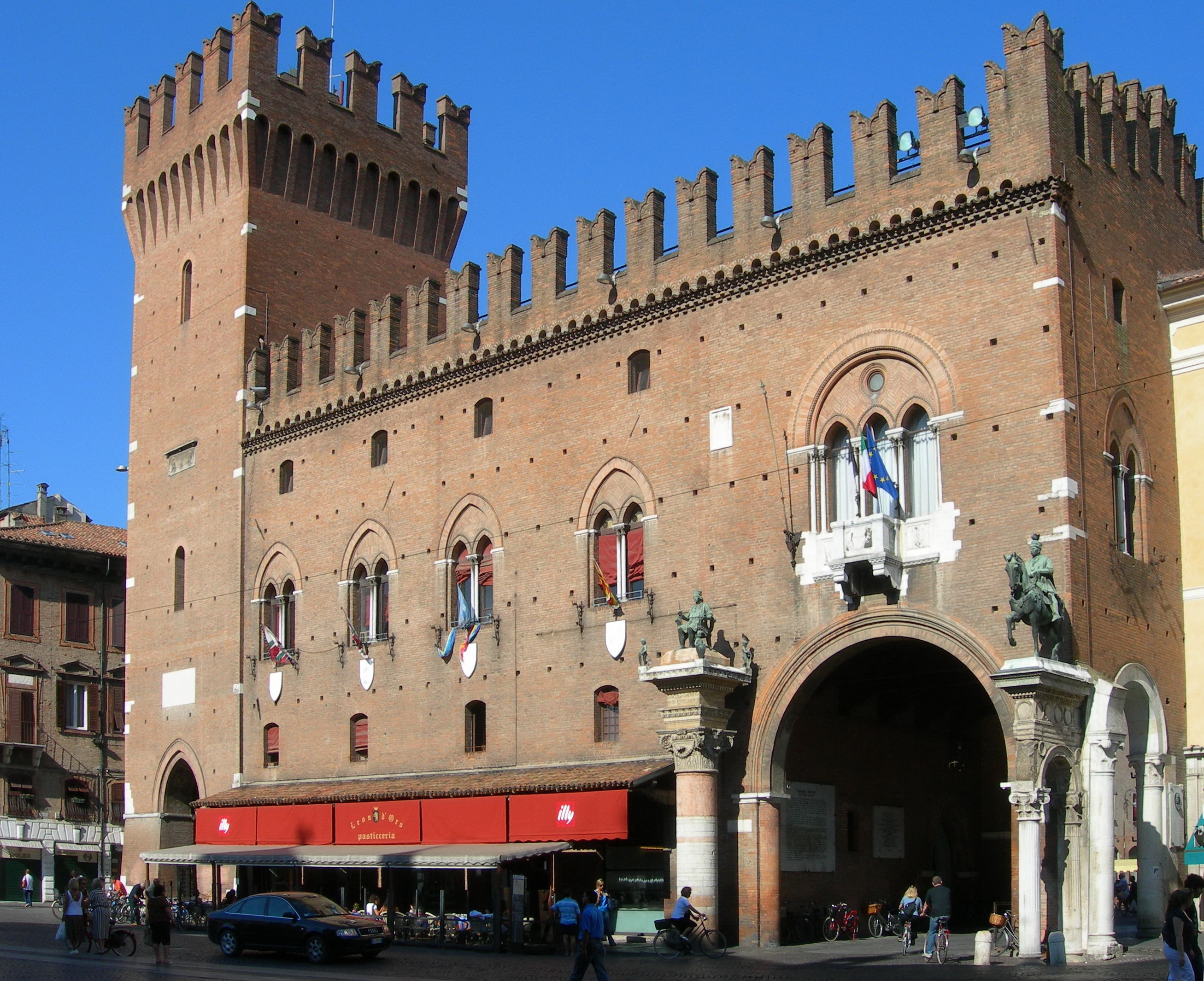
Palazzo Municipale in Ferrara, Fassade zum Corso Martiri della Libertà

Der Palazzo Municipale di Ferrara ist ein Palast im Zentrum von Ferrara in der italienischen Region Emilia-Romagna. Er liegt an der Piazza del Municipio 2 und war bis zum 16. Jahrhundert die Residenz der D’Estes, bis diese dann ihren Hof in das benachbarte Castello Estense verlegten. Heute ist in dem Palast, der als Rathaus dient, die Stadtverwaltung von Ferrara untergebracht.

## Beschreibung
Mit dem Bau des ursprünglichen Kerns des Gebäudes entlang der Via Cortevecchia wurde 1245 begonnen. Zwischen 1472 und 1481 erreichte der Palast seine heutigen Ausmaße. Der Haupteingang, der vor der Kathedrale des Heiligen Georg liegt und Volto del Cavallo (dt.: Pferdegewölbe) genannt wird, ist von zwei Reiterstatuen des Markgrafen Niccolò III. und des Fürsten Borso d’Este flankiert, der auf einem Faldistorium sitzt und das Zepter der Rechtsprechung in der Hand hält. Nach der Ankündigung im Jahre 1443 wurde die Reiterstatue von Niccolò III. am 2. Juni 1451 auf eine besondere Art von Stütze gestellt, die von einem römischen Triumphbogen inspiriert war, oder, nach einer anderen Theorie, auf säulenförmige Sockel, der an kaiserlich-römische Modelle erinnerte, wie sie in Konstantinopel vorhanden sind. Mit dem Bau des Denkmals wurden folgende Bildhauer beauftragt: der Florentiner Antonio di Cristoforo mit der Figur des Markgrafen, Nicolò Baroncelli mit der Pferdefigur, Meo di Checco – bekannter als Bartolomeo di Francesco – mit Unterstützung von Lazzaro di Padova mit der Verbindung der beiden Figuren und Baccio de Netti aus Florenz mit der Umsetzung der Basis in Marmor, die von Leon Battista Alberti geplant worden war, an den sich der Markgraf Leonello d’Este wegen der Projekte um Rat und Urteilsvermögen wandte. Die Statue von Borso d’Este, die 1453 ebenfalls von Nicolò Baroncelli fertiggestellt wurde und in der Zwischenzeit zu Niccolò del Cavallo wurde, wurde wegen des Todes des Künstlers von dessen Sohn, Giovanni, perfektioniert und vom Schwager Domenico di Paris in der Familienwerkstatt durch Hinzufügen von vier schildhaltenden Genies im Jahre 1456 abgeschlossen, die von Domenico mit Wappen der D’Estes und der Stadt an den Ecken der Basis ausgeführt wurden. Sie am 19. Dezember 1454 eingeweiht und zunächst vor der Residenz des Bürgermeisters platziert (rechts des damaligen Palazzo della Ragione) und ein Jahr nach dem Tod von Borso d’Este, 1472, neben die des Vaters versetzt, wo sie bis zu ihrer Zerstörung im Oktober 1796 zur Erlangung von Bronze zum Gießen von Kanonen verblieb.
Erdbeben und militärische Besetzungen führten im Laufe der Jahrhunderte zu bemerkenswerten Veränderungen. In den Jahren 1924–1928 wurde die Fassade vor der Kathedrale in neumittelalterlichem Stil umgestaltet, während der verbleibende Teil entlang dem heutigen Corso Martiri della Libertà schon 1738 umgebaut wurde. Die Fassade vor dem Dom und der Torre della Vittoria, an dessen Stelle bis zum Erdbeben von 1570 der Torre di Rigobello stand, der damals einstürzte, wurden vom Bauingenieur Carlo Savonuzzi projektiert, der damit beauftragt war, die Arbeiten zur Neuverkleidung der Hauptansicht des Palazzo Municipale abzuschließen, die von Venceslao Borzani 1923 begonnen und 1928 angeschlossen wurden.
Ein großer Teil dieser Restaurierung betraf die Stadtverwaltung, die durch den Bürgermeister Renzo Ravenna vertreten wurde, der wiederum seinerseits durch Italo Balbo unterstützt wurde. Eine bemerkenswerte Episode betrifft die Umsetzung der Kopien der Bronzestatuen von Borso d’Este auf dem Thron und von Niccolò III. d’Este auf dem Pferd unter die alten Säulen auf der Seite des Volto del Cavallo. Die Statuen waren ja während der französischen Besetzung 1796 zerstört worden und die Direzione generale antichità e belle arti (dt.: Generaldirektion für Altertümer und schöne Künste) forderte die Neuaufstellung. Der Bürgermeister, Nello Quilici, protestierte auf den Seiten der Zeitung Corriere Padano und mit ihm die gesamte Bürgerschaft, bis sie die ministerielle Erlaubnis erhielten. Die heute zu sehenden Statuen sind Kopien in Bronze, die 1927 von dem Bildhauer Giacomo Zilocchi geschaffen wurden, inspiriert von einigen Skizzen des Gelehrten Patrizio Antolini, sowie basierend auf anderen Statuen, Fresken, Medaillen und Theaterkostümen. Zilocchi war der moderne Künstler, der am besten dem ästhetischen und moralischen Geschmack von Giuseppe Agnelli, dem damaligen Direktor der Biblioteca communale Ariostea entsprach. Zwischen den beiden entwickelte sich zwischen 1924 und 1930 eine enge Korrespondenz, insbesondere über die Ausführung dieser beiden Statuen, die auch Agnelli dringend wollte und der Bauingenieur Giuseppe Maciga bezahlte.
Was die Wanddekorationen angeht, so war Giulio Medini für deren Restaurierung verantwortlich, und nicht Adolfo Pagliarini, wie man früher glaubte. 1927 erhielt Medini den Auftrag, die Dekoration zu restaurieren, wobei er nur an den schwachen Fragmenten der originalen Fresken arbeiten konnte, die man bei der Gebäuderestaurierung gefunden hatte. Diese Spuren wurden kopiert, um dem Dekorateur eine nahezu präzise Vorlage zu liefern. An der Unterdecken des Volto del Cavallo führte er die Verzierungen aus, indem er die Wappen der D’Estes abbildete (soweit sie Niccolò und Borso zuzuordnen waren), ebenso wie Pflanzenelemente: Rote Blumen, aufgeteilt in Gruppen à drei Stück, in denen eine über den anderen steht, erinnern an die in der oberen Loggia des Casa Romei – die laut Lendinara Desiderato zugeschrieben werden – worauf sich vermutlich Medini bezieht, wenn er seine direkte Inspiration daraus zieht. 1927 dekorierte er auch den Eingang des benachbarten Torre della Vittoria.
Interessant ist auf der Nordseite des Gebäudes die sogenannte Via Coperta (dt.: Überdachte Straße), ein überdachter Weg mit fünf Bögen, der den Palast mit dem Castello Estense verbindet. In der Nähe dieses Weges erhielt Alfonso I. d’Este die bekannten Camerini d'alabastro (dt.: Alabasterkammern).

## Herzoglicher Hof

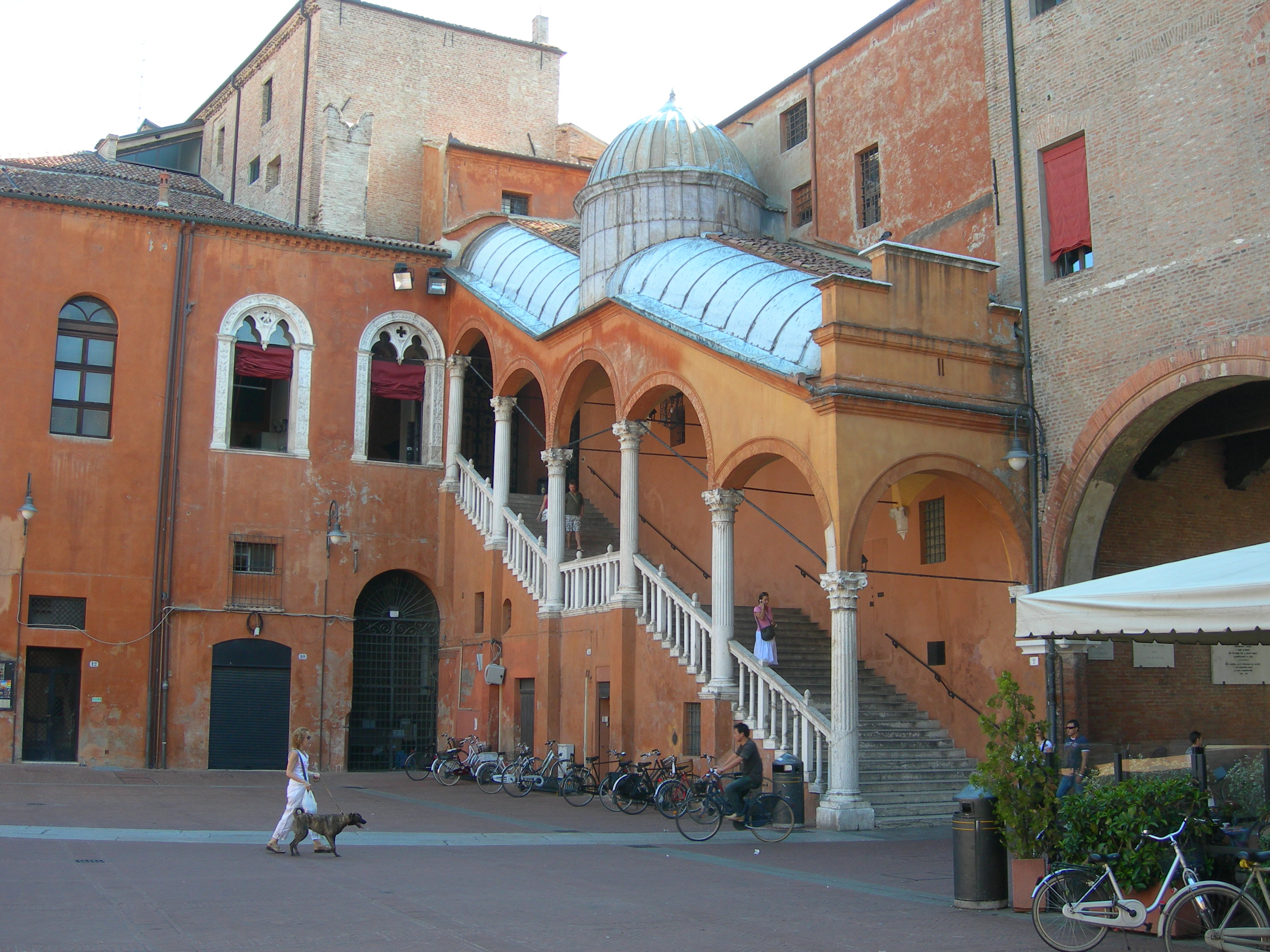
Die Ehrentreppe

Durch den Volto del Cavallo gelangt man in den herzoglichen Hof (heute Piazza del Municipio), von wo aus man die Marmorfenster der Wohnräume der D’Estes, die Ehrentreppe, die 1481 unter der Leitung von Pietro Benvenuto degli Ordini errichtet worden waren, und die ehemalige Cappella del Corte (dt.: Hofkapelle) sehen kann, die heute Sala Estense genannt wird und in der vorwiegend Konferenzen abgehalten und Veranstaltungen durchgeführt werden. 1638 wurde die Oper Andromeda von Michelangelo Rossi im damaligen Palazzo Ducale uraufgeführt.

## Innenräume

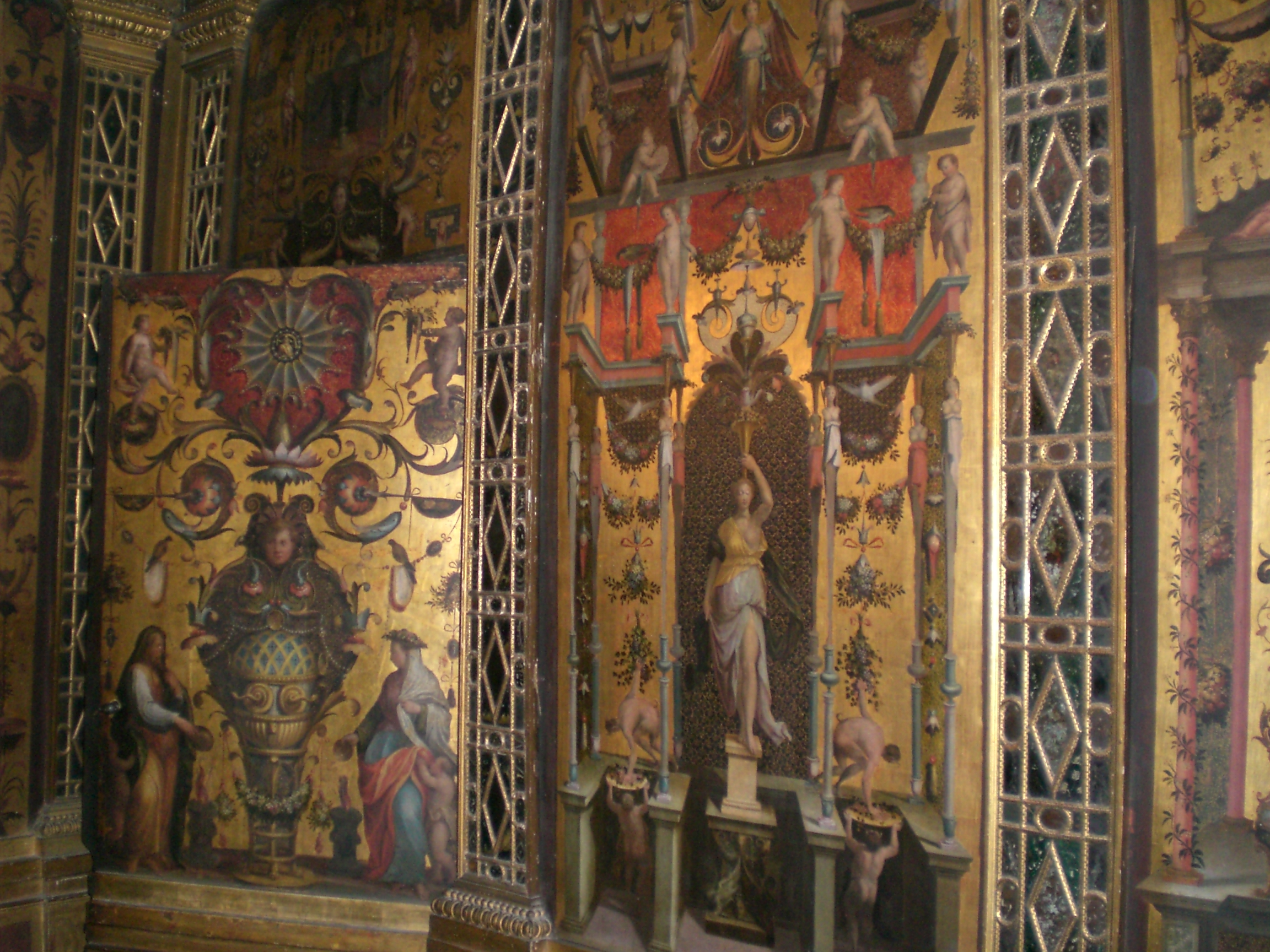
Zimmerchen der Gräfin: Detail der Dekoration

Im Inneren des Palastes gibt es zahlreiche prestigeträchtige Räume. Die wichtigsten sind:
- Sala dell’Arengo, verziert mit Fresken von Achille Funi (mit Hilfe von Felicita Frai[7]) zwischen 1934 und 1938. Abgebildet ist der Mito di Ferrara (dt.: Mythos von Ferrara).
- Stanza Dorata, (dt.: Vergoldetes Zimmer), gekennzeichnet durch eine Holz-Kassettendecke mit vergoldeten Rosen aus dem 15. Jahrhundert. Dieses Zimmer ist derzeit nicht zu besichtigen, da es gerade restauriert wird.
- Sala delle Lapidi, so genannt wegen der dort befindlichen Steintafeln, die an die für das Vaterland Gefallenen erinnern.
- Sala di Giunta (oder Sala Tonda), gekennzeichnet durch eine verzierte Decke aus dem 19. Jahrhundert und durch einige Gemälde aus demselben Jahrhundert an den Wänden.
- Sala degli Arazzi (oder Sala dei Matrimoni), in dem es zwei flämische Wandteppiche gibt: Pergolato con giardino (dt.: Pergola mit Garten, 1620–1630) von Jan Raes und Giuditta e Oloferne (dt.: Judith und Holufernes, 1600–1635).
- Salone del Plebiscito, der seinen Namen von dem Referendum über den Anschluss der Emilia an das Königreich Italien hat, das 1860 dort stattgefunden hat.
- Camerino delle Duchesse, ein kleiner Raum, der 1555–1560 mit vollständig dekorierten Holzpaneelen verkleidet wurde, die den Brüdern Cesare, Camillo und Sebastiano Filippi (genannt „Bastianino“) zugeschrieben werden und vermutlich von Eleonora und Lucrezia, den Schwestern von Alfonso II. d’Este, gestaltet wurden.[8] Etliche Restaurierungen und Umbauten lassen die Ikonographie der Paneele in ihrer Gesamtheit zum Stückwerk werden. Bei den erhaltenen Figuren handelt es sich um Götter und Allegorien, wie Minerva, Abbondanza (dt.: Fülle), Apollo und Aurora (dt.: Morgenröte).[9]